# Yosuke Kashiwagi
Yōsuke Kashiwagi, född 15 december 1987, är en japansk fotbollsspelare, mittfältare, som spelar i FC Gifu och det japanska landslaget.

## U20-VM 2007
Yosuke Kashiwagi deltog i U20-VM 2007 där de vann sin grupp före Nigeria, Costa Rica och Skottland, men åkte ut på straffar i åttondelsfinalen mot de blivande silvermedaljörerna Tjeckien. Yosuke Kashiwagi var dominant på Japans mittfält och hade bland annat en frispark i ribban i förlängningen mot tjeckerna. Han gjorde inga mål, men en assist.